# Lamberto Borghi
Lamberto Borghi (Livorno, 9 gennaio 1907 – Firenze, 13 dicembre 2000) è stato un pedagogista italiano.

## Biografia
Lamberto Borghi nasce a Livorno il 9 gennaio 1907 da Augusto Borghi e da Evelina Sonnino (il nonno materno, Giuseppe Sonnino, è il rabbino della città di Cento). Studia all'Università di Pisa, dove ha come suo maestro Giuseppe Saitta. Nel 1929 consegue la laurea in filosofia e, nel 1930, il diploma di perfezionamento in lingua e letteratura tedesca. Nel 1931 vince il concorso a cattedre di storia e filosofia ed è assegnato al Liceo Classico statale di Urbino. Egli successivamente insegna nei Licei Classici di La Spezia (1932-1934) e di Pisa (1934-1938).
Nel 1938, in seguito alla promulgazione delle Leggi razziali fasciste, è licenziato dall'insegnamento perché ebreo. Sposatosi lo stesso anno con  Tina  Zannolli  ebbe  due figli, Carlo (’39) e Liana (’40). Nel 1940 Lamberto Borghi lascia l'Italia e si reca negli Stati Uniti. Qui studia e insegna insieme con figure autorevolissime della cultura contemporanea tra cui Lionello Venturi, Gaetano Salvemini, John Dewey, Ernst Cassirer, Giorgio de Santillana.
Al termine della seconda guerra mondiale rientra in Italia e a partire dal mese di novembre del 1947 torna ad insegnare filosofia e storia nei Licei Classici. Nel 1949 consegue la libera docenza in pedagogia, e insegna prima nell'Università di Palermo (1952-1954) e poi in quella di Torino. Dal 1955 succede ad Ernesto Codignola nella cattedra di pedagogia alla Facoltà di Magistero dell'Università di Firenze. Dal 1965 al 1972 dirige la rivista Scuola e città. Nel 1983 è nominato professore emerito.
Nella notte tra martedì 12 dicembre 2000 e mercoledì 13 dicembre 2000 il Borghi si spegne serenamente, durante il sonno, nella sua casa di Firenze in Borgo S. Jacopo n.7.

## Opere
Il Borghi è autore di diverse opere, tra le quali citiamo:
- La concezione umanistica di Coluccio Salutati - ANNALI DELLA SCUOLA NORMALE SUPERIORE - Pisa, 1935
- Umanesimo e concezione religiosa in Erasmo di Rotterdam - Firenze, 1936
- Educazione e autorità nell'Italia moderna - Firenze, 1951
- Il fondamento dell'educazione attiva - Firenze, 1952
- L'educazione e i suoi problemi - Firenze, 1953
- L'ideale educativo di J. Dewey - Firenze, 1955
- Educazione e scuola nell'Italia di oggi - Firenze, 1958
- Educazione e sviluppo sociale - Firenze, 1962
- Scuola e comunità - Firenze, 1963
- Maestri e problemi dell'educazione - Scandicci, 1987
- Presente e futuro nell'educazione del nostro tempo - Napoli, 1987
- Pedagogia e problemi del tempo libero - Firenze, 1991
- Educare alla libertà - Scandicci, 1992
- La città e la scuola - Milano, 2000

Numerosi sono anche gli articoli scritti dal Borghi (alcuni pubblicati negli Stati Uniti, durante l'esilio, a firma di Toscano e di Andrea da Livorno).